# Helina nobilis
Helina nobilis este o specie de muște din genul Helina, familia Muscidae, descrisă de Albuquerque în anul 1956. Conform Catalogue of Life specia Helina nobilis nu are subspecii cunoscute.